# Hykmete Bajrami
Hykmete Bajrami (ur. 20 stycznia 1975) – kosowska polityk, pełniła funkcję ministra Handlu i Przemysłu (2014-2017), ministra Edukacji, Nauki, Technologii i Innowacji (2020) i ministra Finansów i Transferów (od 2020).

## Życiorys
W 2000 roku Bajrami ukończyła studia ekonomiczne na Uniwersytecie w Prisztinie, następnie studiowała na brytyjskim Staffordshire University, który ukończyła w 2003 roku. Od 2004 roku pracuje jako wykładowca Uniwersytetu w Prisztinie na Wydziale Ekonomicznym.
Od 2010 roku zasiada w Zgromadzeniu Kosowa z ramienia Demokratycznej Ligi Kosowa. Była członkiem kilku komisji parlamentarnych dotyczących spraw gospodarczych.
W 2011 roku uzyskała doktorat z dziedziny ekonomii od Uniwersytetu w Prisztinie.
W latach 2014–2017 pełniła funkcję ministra handlu i przemysłu.
3 lutego 2020 roku została powołana na stanowisko ministra edukacji, nauki, technologii i innowacji. 3 czerwca tego roku zaczęła pełnić funkcję ministra finansów i transferów.

## Życie prywatne
Ma męża i dwie córki.